# Annemarie Mol
Annemarie Mol, née le 13 septembre 1958 à Schaesberg, est une ethnographe, sociologue et philosophe néerlandaise. Elle enseigne au département de philosophie de l'université Twente.

## Biographie
Ses travaux s'inscrivent dans la perspective de la théorie de l'acteur-réseau dont elle propose une approche inspirée du féminisme. Elle est l'auteur d'études en collaboration avec le sociologue britannique John Law et ses recherches portent principalement sur les pratiques médicales.
En 2004, elle reçoit le Ludwik Fleck Prize de la Society for Social Studies of Science pour son ouvrage intitulé The Body Multiple.
En 2022, elle reçoit un doctorat honoris causa de l'université de Hasselt.

## Publications principales
- avec Marc Berg (éd.), Differences in medicine : unraveling practices, techniques, and bodies, Durham, NC, Duke University Press, 1998.
- avec John Law (éd.), Complexities : social studies of knowledge practices, Durham, NC, Duke University Press, 2002.  (ISBN 978-0-8223-2831-5)
- The Body Multiple: ontology in medical practice, Durham, NC, Duke University Press, 2002.  (ISBN 0822329026)